# جیم کلی (بازیگر)
جیمز میلتون کلی (به انگلیسی: James Milton Kelly) (۵ مه ۱۹۴۶ – ۲۹ ژوئن ۲۰۱۳) ورزشکار، رزمی‌کار و بازیگر آمریکایی بود. پس از کسب چندین قهرمانی در کاراته، کلی در اوایل دهه ۱۹۷۰ با حضور در فیلم‌های اکشن در ژانرهای هنرهای رزمی و سینمای تجارتی سیاهان به شهرت رسید. او در سال ۱۹۷۳ در اژدها وارد می‌شود در کنار بروس لی بازی کرد و در سال ۱۹۷۴ در فیلم بلک بلت جونز در نقش شخصیت اصلی و همچنین در سه مرد در راه سخت در نقش مستر کیز ایفای نقش کرد.

## اوایل زندگی و حرفه ورزشی
مادر کلی یک سرویس اجاره کمد برای پرسنل نیروی دریایی اداره می‌کرد. جیم فعالیت ورزشی خود را در دبیرستان بوربن کانتی در پاریس، کنتاکی آغاز کرد و در رشته‌های بسکتبال، فوتبال و دو و میدانی رقابت می‌کرد. او با دریافت بورسیه فوتبال به دانشگاه لویی‌ویل رفت، اما در سال اول تحصیل، پس از آنکه مربی تیم از یک هم‌تیمی سیاه‌پوست او با یک توهین نژادی یاد کرد، دانشگاه را ترک کرد. در عوض، او شروع به یادگیری سبک شورین-ریو در کاراته کرد.
کلی آموزش هنرهای رزمی را تحت نظر سین کوانگ ته (سبک شائولین-دو) در لکسینگتون، کنتاکی آغاز کرد. او همچنین تحت هدایت پارکر شلتون، نیت پاتون و گوردون داورزولا در کاراته اوکیناوا آموزش دید. در اوایل دهه ۱۹۷۰، کلی به یکی از پرافتخارترین قهرمانان کاراته در جهان تبدیل شد. او در سال ۱۹۷۱ چهار عنوان مهم قهرمانی به دست آورد که مهم‌ترین آن، قهرمانی در وزن میان‌وزن مسابقات بین‌المللی کاراته لانگ بیچ بود. کلی سپس دوجو خود را افتتاح کرد، که بسیاری از ستارگان هالیوود در آن رفت‌وآمد داشتند. این موضوع در نهایت راه او را به دنیای سینما باز کرد.
علاوه بر فعالیت در هنرهای رزمی و سینما، کلی در رشته تنیس نیز به یک بازیکن حرفه‌ای تبدیل شد. او در دهه ۱۹۷۰ در پارک پلامر در وست هالیوود به‌عنوان یک بازیکن آماتور رقابت می‌کرد. در سال ۱۹۷۵، او به تور حرفه‌ای مردان ارشد انجمن تنیس ایالات متحده پیوست و در نهایت به رتبه دوم در مسابقات دونفره مردان ارشد در ایالت کالیفرنیا و جمع ۱۰ نفر برتر در بخش تک‌نفره مردان ارشد ایالت رسید. در سال‌های بعد، کلی مالک و مدیر یک باشگاه تنیس در منطقه سن دیگو شد.

## حرفه بازیگری

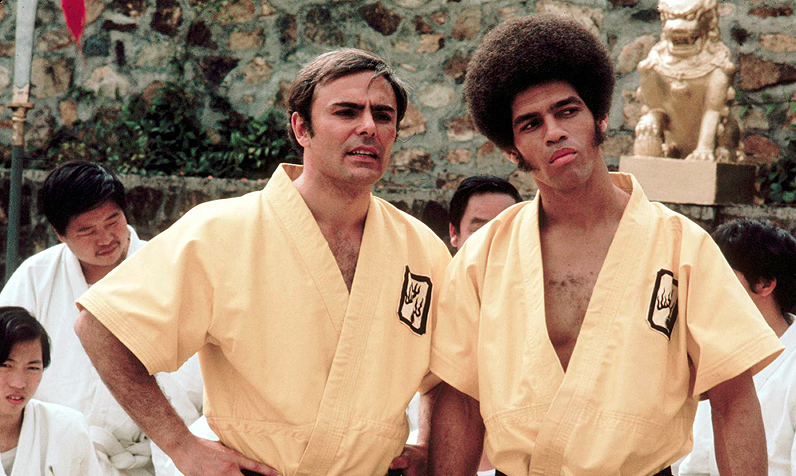
جان ساکسون (چپ) و کلی (راست) در اژدها وارد می‌شود

کلی اولین ستاره سیاه‌پوست فیلم‌های هنرهای رزمی بود. نخستین نقش سینمایی او در فیلم مهیج ملیندا (۱۹۷۲) بود، جایی که نقش یک مربی هنرهای رزمی را ایفا کرد. او این نقش را پس از آن به دست آورد که نویسنده فیلم، که از طریق یکی از شاگردان کاراته‌اش با او آشنا شده بود، از او خواست تا هنرهای رزمی را به ستاره فیلم، کلوین لاکهارت، آموزش دهد. پس از آن، کلی در کنار بروس لی در فیلم پرفروش اژدها وارد می‌شود (۱۹۷۳) ایفای نقش کرد. او نقش ویلیامز را بازی کرد، یک رزمی‌کار که به یک تورنمنت دعوت می‌شود که توسط یک ارباب جنایت و راهب فراری شائولین به نام هان برگزار شده است. این نقش در ابتدا برای بازیگر راکن تارکینگتن در نظر گرفته شده بود، اما او چند روز پیش از آغاز فیلم‌برداری در هنگ کنگ، به‌طور غیرمنتظره‌ای از پروژه کناره‌گیری کرد. تهیه‌کننده فرد وینتراب که درباره باشگاه کاراته کلی در منطقه کرنشاو در لس آنجلس شنیده بود، به آنجا رفت تا او را از نزدیک ببیند و بلافاصله تحت تأثیر توانایی‌هایش قرار گرفت. این فیلم برخی از به‌یادماندنی‌ترین دیالوگ‌های کلی را به نمایش گذاشت:
هان (شی کی‌ین): همه ما آماده پیروزی هستیم، همان‌طور که فقط با شناخت زندگی به دنیا می‌آییم. اما این شکست است که باید برای آن آماده شوی.

ویلیامز (کلی): وقتم را با آن تلف نمی‌کنم. وقتی بیاید، حتی متوجهش نخواهم شد.

هان: اوه؟ چطور؟

ویلیامز: چون بیش از حد مشغول خوش‌تیپ بودن خواهم بود.— اژدها وارد می‌شود
این حضور باعث شد کلی با برادران وارنر قرارداد سه‌فیلمه ببندد و در مجموعه‌ای از فیلم‌های رزمی در ژانر سینمای تجارتی سیاهان نقش‌آفرینی کند. اولین فیلم او در این قرارداد بلک بلت جونز (۱۹۷۴) بود، که در آن نقش یک قهرمان محلی را بازی می‌کند که برای نجات دوجوی دوستش با مافیا و یک فروشنده مواد مخدر مبارزه می‌کند. این فیلم، مانند بیشتر آثار دیگر او، بر جذابیت منحصر‌به‌فرد یک استاد هنرهای رزمی آفریقایی-آمریکایی تأکید داشت. دو فیلم دیگر او با برادران وارنر عبارت بودند از سوزن‌های طلایی (۱۹۷۴)، که در آن با جو دان بیکر و الیزابت اشلی هم‌بازی بود، و سیب‌زمینی داغ (۱۹۷۶)، که در آن بار دیگر در نقش بلک بلت جونز ظاهر شد و این‌بار وظیفه داشت دختر یک دیپلمات را از جنگل‌های تایلند نجات دهد. کلی همچنین در کنار دو قهرمان اکشن سیاه‌پوست، جیم براون و فرد ویلیامسون، در سه فیلم بازی کرد: سه مرد در راه سخت (۱۹۷۴)، که در آن نقش یک رزمی‌کار را ایفا می‌کند که به براون و ویلیامسون کمک می‌کند تا یک توطئه نسل‌کشی علیه سیاه‌پوستان را متوقف کنند، جدال در راه سخت (۱۹۷۵)، یک وسترن اسپاگتی که در آن نقش یک دیده‌بان سرخ‌پوست لال را بازی می‌کند که در هنرهای رزمی مهارت دارد، یکی افتاد، دو تا باقی ماندند (۱۹۸۲)، که در آن نقش یکی از صاحبان یک دوجوی بین‌المللی هنرهای رزمی را بازی می‌کند. در اواخر دهه ۱۹۷۰، کلی در چندین فیلم کم‌هزینه نیز نقش‌آفرینی کرد، از جمله سامورایی سیاه (۱۹۷۷)، بُعد مرگ (۱۹۷۸)، و اتصال خال‌کوبی (۱۹۷۸).
پس از حضور در یکی افتاد، دو تا باقی ماندند، کلی به‌ندرت در فیلم‌ها ظاهر شد. او در سال‌های ۱۹۸۵ و ۱۹۸۶ در دو قسمت از مجموعه تلویزیونی بزرگراهی به سوی بهشت بازی کرد. در نسخه دی‌وی‌دی برادر مخفی (۲۰۰۲)، یک صحنه حذف‌شده وجود دارد که کلی را در یک حضور افتخاری در کنار ادی گریفن نشان می‌دهد. آخرین فیلم او آفرو نینجا (۲۰۰۹) بود، که در آن در نقش کلیون واشینگتن حضور کوتاهی داشت. این فیلم توسط بدل‌کار کهنه‌کار مارک هیکس تهیه، کارگردانی و بازی شد. در مصاحبه‌ای در سال ۲۰۱۰ با لس‌آنجلس تایمز، کلی درباره غیبتش از سینما توضیح داد:
من هرگز صنعت فیلم را ترک نکردم. فقط بعد از مدتی، پروژه‌هایی که می‌خواستم انجام بدهم دیگر به من پیشنهاد نشد. هنوز هم هر سال حداقل سه فیلم‌نامه دریافت می‌کنم، اما بیشتر آن‌ها تصویری مثبت ارائه نمی‌دهند. چیزی نیست که واقعاً بخواهم انجام دهم، پس انجامش نمی‌دهم. اگر پیش بیاید، چه‌بهتر، ولی اگر نه، من از دستاوردهایم راضی هستم.— جیم کلی
کارگردان و تهیه‌کننده سینما و تلویزیون رجینالد هودلین در توصیف هویت ماندگار کلی گفت: «تصویری که جیم کلی به‌عنوان یک رزمی‌کار خونسرد با آن مدل موی حجیم خلق کرد، تا به امروز طنین‌انداز است. اگر بتوانید تنها با چند فیلم، چهره‌ای بسازید که بیش از ۳۰ سال دوام بیاورد، حتماً کاری را به‌درستی انجام داده‌اید. و او دقیقاً همین کار را کرد.»

## زندگی شخصی و مرگ
کلی دو بار ازدواج کرد و یک فرزند داشت. از سال ۱۹۶۷ تا ۱۹۶۸، با عشق دوران دانشگاهش، مریلین دیشمن، ازدواج کرده بود. ازدواج دوم او از سال ۱۹۸۰ تا زمان مرگش در سال ۲۰۱۳ با مارسیا بنتلی بود. بین سال‌های ۱۹۷۳ تا ۱۹۷۶، کلی با بازیگر سینما روزالیند مایلز رابطه داشت. در ۲۹ ژوئن ۲۰۱۳، کلی در سن ۶۷ سالگی بر اثر سرطان در خانه‌اش در سن دیگو، کالیفرنیا درگذشت.

## فیلم‌شناسی

### سینما
- Melinda (1972)
- اژدها وارد می‌شود (1973) as Williams
- Black Belt Jones (1974) as Black Belt Jones
- Three the Hard Way (1974) as Mister Keyes
- Golden Needles (1974)
- Take a Hard Ride (1975) as Kashtok
- Hot Potato (1976) as Jones
- Black Samurai (1977) as Robert Sand
- The Tattoo Connection (a.k.a. E yu tou hei sha xing, Black Belt Jones 2) (1978)
- Death Dimension (1978)
- The Amazing Mr. No Legs (1981)
- One Down, Two To Go (1982)
- Stranglehold (1994)
- Macked, Hammered, Slaughtered and Shafted (2004)
- Afro Ninja Destiny (2009)
- Afro Ninja (2009)

### تلویزیون
- Highway To Heaven (1985/1986) (۲ اپیزود)